# Heptasuchus

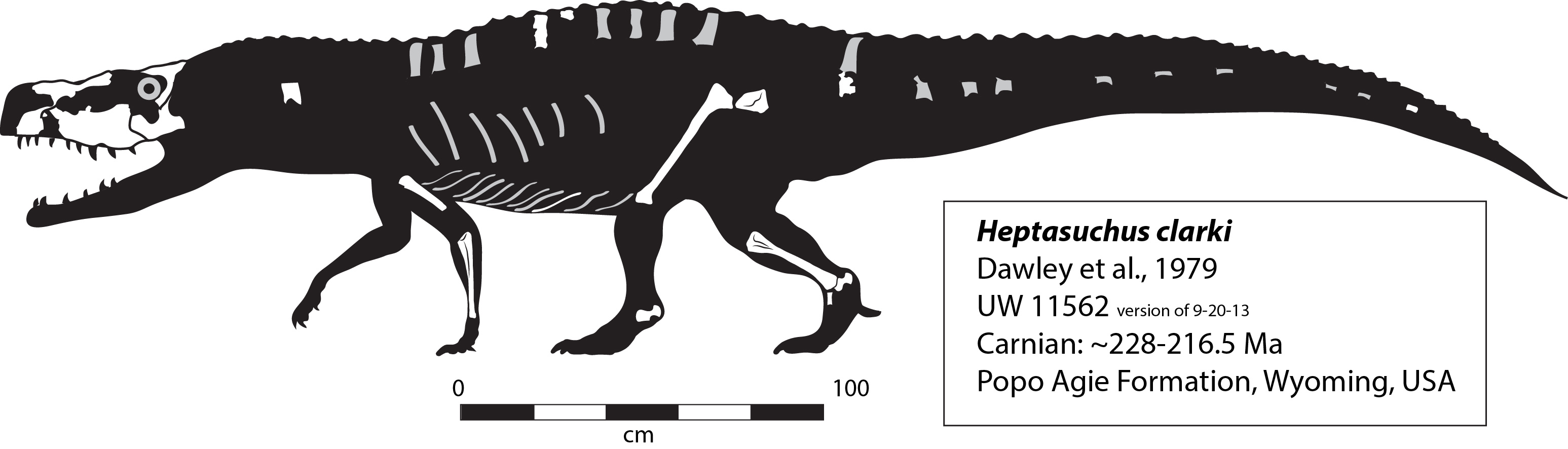

Heptasuchus — вимерлий рід лорікатанів, відомий із середнього або пізнього тріасу у верхній частині групи Чагвотер у штаті Вайомінг, США. Він містить один вид, Heptasuchus clarki, перший офіційно визнаний лорікатан з Північної Америки.